# Jerry Hopper
Pour les articles homonymes, voir Hopper.
Gerald Hooper dit Jerry Hopper (né le 29 juillet 1907 à Guthrie, Oklahoma - mort le 17 décembre 1988 à San Clemente, Californie) est un réalisateur américain pour le cinéma et la télévision. Pour le cinéma, il a notamment réalisé les films Le Triomphe de Buffalo Bill (Pony Express, 1953) et Ne dites jamais adieu (1956). Pour la télévision, il a pris part aux séries Le Fugitif, La Famille Addams ou encore Perry Mason.

## Biographie
Jerry Hopper commença sa carrière comme auteur de radio, directeur de casting puis monteur de cinéma. Il réalisa son premier long métrage pour la Paramount Pictures en 1952 : The Atomic City, film d'action dans lequel un spécialiste de l'énergie nucléaire est enlevé pour lui extorquer les secrets de la bombe H. Ce film fut nommé aux Oscars en 1953 dans la catégorie Meilleur scénario. En 1954, toujours pour la Paramount, avec qui il resta associé de nombreuses années, il réalisa Le Triomphe de Buffalo Bill (Pony Express), mettant en scène Buffalo Bill et Wild Bill Hickok luttant pour le succès du Pony Express.
Dans les années 1960, il fut très actif dans la réalisation d'épisodes de séries télévisées : Perry Mason, L'Homme à la carabine, Les Incorruptibles, Le Fugitif, Suspicion, L'Île aux naufragés, Au cœur du temps, La Famille Addams, Max la Menace... Sa plus longue participation fut pour Gunsmoke (Gunsmoke) entre 1955 et 1975.
Son dernier long métrage fut le western Madron.
Jerry Hopper était le neveu de l'actrice Glenda Farrell. Il épousa Marsha Hunt en 1938. Ils divorcèrent en 1943.

## Filmographie

### Pour le cinéma
- 1951 : The Cinematographer (documentaire)
- 1952 : Le Vol du secret de l'atome (The Atomic City)
- 1952 : Maître après le diable (Hurricane Smith)
- 1953 : Le Triomphe de Buffalo Bill (Pony Express)
- 1954 : Alaska Seas (en)
- 1954 : Le Secret des Incas
- 1954 : Alibi meurtrier (Naked Alibi)
- 1955 : Le Fleuve de la dernière chance (Smoke Signal)
- 1955 : La Guerre privée du major Benson (The Private War of Major Benson)
- 1955 : Son seul amour (One Desire)
- 1955 : La Jungle des hommes (The Square Jungle)
- 1956 : Ne dites jamais adieu
- 1956 : The Toy Tiger
- 1956 : Opération requins (en) (The Sharkfighters)
- 1956 : Everything But the Truth
- 1958 : The Missouri Traveler
- 1961 : Hold-up au quart de seconde (Blueprint for Robert)
- 1970 : Madron

### Pour la télévision (et liste des épisodes)
- 1957 : Comment épouser un millionnaire (How to Marry a Millionaire)
- 1957 - 1958: Bachelor Father
  - A Date with Kelly
  - Uncle Bentley and the Lady Doctor
  - Bentley and the Talent Contest
  - Waiting for Kelly
- 1958 : Jefferson Drum
  - Law and Order
- 1958 : Naked City
  - Meridian
- 1958 : Zane Grey Theater
  - Legacy of a Legend
- 1958 - 1959: L'Homme à la carabine (The Rifleman) 
  - End of a Young Gun
  - The Gaucho
  - The Deadeye Kid
  - The Angry Man
- 1959 : Wichita Town
  - The Night the Cowboys Roared
- 1959 : Law of the Plainsman
  - Full Circle
- 1959 : Mr. Lucky
- 1959 : Les Incorruptibles (The Untouchables)
  - The Dutch Schultz Story
- 1959 : Westinghouse Desilu Playhouse
  - Ballad for a Bad Man
- 1960 : Overland Trail
  - The O'Mara's Ladies
- 1959 - 1960 : M Squad
  - Shred of Doubt
  - Race to Death
  - Diary of a Bomber
- 1960 : Bat Masterson
  - The Last of the Night Raiders
- 1958 - 1960: La Grande Caravane (Wagon Train)
  - The Mark Hanford Story
  - The Jennifer Churchill Story
  - The Millie Davis Story
  - The Annie Griffith Story
  - The Vincent Eaglewood Story
  - The Clara Duncan Story
  - The Vittorio Bottecelli Story
  - The Lita Foladaire Story
  - The Roger Bigelow Story
- 1961 : Tales of Wells Fargo
  - Casket 7.3
- 1962 : Perry Mason
  - The Case of the Tarnished Trademark
  - The Case of the Counterfeit Crank
- 1962 : The New Breed
  - Walk This Street Lightly
- 1962 : Suspicion (The Alfred Hitchcock Hour)
  - Day of Reckoning
- 1962 - 1963 : Have Gun - Will Travel
  - Marshal of Sweetwater
  - Bob Wire
- 1963 : Vacation Playhouse
  - Hooray for Love
- 1963 : Burke's Law
- 1963 - 1964 : Gunsmoke
  - Carter Caper
  - Pa Hack's Brood
  - The Glory and the Mud
  - Owney Tupper Had a Daughter
- 1964 : L'Île aux naufragés (Gilligan's Island)
- 1964 : Valentine's Day
  - The Baritone Canary
- 1964 : La Famille Addams (The Addams Family)
  - Gomez, the Politician
  - The Addams Family Tree
  - Green-Eyed Gomez
  - Morticia, the Matchmaker
- 1965 : Un homme de fer
  - Big Brother
  - We're Not Coming Back
- 1965 : Honey West
  - A Nice Little Till to Tap
- 1966 : A Man Called Shenandoah
  - The Last Diablo
- 1963 - 1966: Le Fugitif (The Fugitive)
  - Ticket to Alaska
  - Terror at High Point
  - Home Is the Hunted
  - Search in a Windy City
  - Rat in a Corner
  - Flight from the Final Demon
  - Somebody to Remember
  - The Homecoming
  - The End Game
  - Nemesis
  - Dark Corner
  - Escape into Black
  - Conspiracy of Silence
  - Coralee
- 1966 : It's About Time
- 1966 : Laredo
  - The Dance of the Laughing Death
- 1966 : Au cœur du temps (The Time Tunnel)
  - Devil's Island
- 1968 : Opération vol (It Takes a Thief)
- 1965 - 1968 : Voyage au fond des mers (Voyage to the Bottom of the Sea)
  - The Left-Handed Man
  - The Day the World Ended
  - Day of Evil
  - The Mermaid
  - Doomsday Island
  - The Deadly Cloud
  - Sealed Orders
  - Fatal Cargo
  - Time Lock
  - Terror 
  - Deadly Amphibians
  - Terrible Leprechaun
  - Man-Beast
  - Attack!
- 1968 : Max la Menace (Get Smart)
  - Diamonds Are a Spy's Best Friend
  - A Tale of Two Tails
- 1963 - 1970 : Le Virginien (The Virginian)
  - Duel at Shiloh
  - The West vs. Colonel MacKenzie
- 1971 : Le Solitaire de l'Ouest (The Bull of the West )